# 太乙庵素英
太乙庵素英（たいおつあんそえい、1767年 - 1849年）は日本の俳僧。
小林一茶と交友があり、一茶の『随斎筆紀』に句が載せられている。一時、山野の延命院（現在の西船正延寺の前身）の住職を勤めた。僧名は宥杲（ゆうこう）正延寺に歌句を刻んだ顕彰碑がある。
| スタブアイコン | サブスタブ | この項目は、まだ閲覧者の調べものの参照としては役立たない、文人（小説家・詩人・歌人・俳人・作詞家・作家・放送作家・随筆家（コラムニスト）・文芸評論家）に関連した書きかけの項目です。この項目を加筆・訂正などしてくださる協力者を求めています（P:文学/PJ:作家）。 |